# Parlamentswahl in San Marino 1969
- PCS: 14
- PSS: 7
- PSDIS: 11
- MLS: 1
- PDCS: 27

Die Parlamentswahl in San Marino 1969 fand am 7. September 1969 statt.

## Ergebnisse
| Partei                                                          | Anzahl der Stimmen | %      | Mandate |
| --------------------------------------------------------------- | ------------------ | ------ | ------- |
| Partito Democratico Cristiano Sammarinese (PDCS)                | 5.708              | 44,0 % | 27      |
| Partito Comunista Sammarinese (PCS)                             | 2.952              | 22,8 % | 14      |
| Partito Socialista Democratico Indipendente Sammarinese (PSDIS) | 2.328              | 18,0 % | 11      |
| Partito Socialista Sammarinese (PSS)                            | 1,544              | 11,9 % | 7       |
| Movimento Libertà Statuarie (MLS)                               | 273                | 2,1 %  | 1       |
| Partito Comunista (Marxista-Leninista) di San Marino (PC(ML)S)  | 161                | 1,2 %  | 0       |